# فرودگاه فلمینگ-میسون
فرودگاه فلمینگ-میسون (به انگلیسی: Fleming-Mason Airport) یک فرودگاه همگانی بهره‌برداری هوایی است که یک باند فرود آسفالت دارد و طول باند آن ۱۵۲۴ متر است. این فرودگاه در کشور ایالات متحده آمریکا قرار دارد و در ارتفاع ۲۷۸ متری از سطح دریا واقع شده است.